# Doryxylon spinosum
Doryxylon es un género monotípico perteneciente a la familia de las euforbiáceas. Su única especie: Doryxylon spinosum, es originaria de las Islas menores de la Sonda y Filipinas en (Luzon).

## Descripción
Es un arbusto o árbol, probablemente monoico, pero usualmente con un solo sexo por planta. El indumento consiste en simples pelos estrellados. Estipulas triangulares. Las hojas dispuestas en espiral, simples. Inflorescencia terminal en forma de racimo. El fruto en cápsulas.

## Taxonomía
Doryxylon spinosum fue descrita por Heinrich Zollinger y publicado en Natuurkundig Tijdschrift voor Nederlandsch-Indië 14: 172. 1857.
Sinonimia
- Adelia acidoton Blanco
- Mercadoa mandalojonensis Náves
- Sumbavia rottleroides Baill.[4][5]